# アーネスト・ダウスン
アーネスト・ダウスン（Ernest Christopher Dowson, 1867年8月2日 - 1900年2月23日）は、英国のデカダン派の詩人。

## 略歴
ロンドンに近いケントのリー生まれ。1888年にオックスフォード大学を中退しフランスに遊んだ。ウォルター・ペイターの影響を受け、詩や小説を書き、イェイツの属する「ライマーズ・クラブ」で詩人たちと交わり、文芸誌「イエローブック」や「サボイ」に積極的に寄稿。ポーランド人の飲食店の娘アデライード・ポルテノウィッチに恋して肺を病み、詩集を彼女に献呈したが失恋。また、失恋に先立ち1894年に父親が、翌年に母親が自殺しており、悲劇に打ちのめされたダウスンは酒に溺れ、身体は病魔に蝕まれ32歳で夭折した。

## 作品集（日本語訳）
- 『悲恋』平井程一訳 春陽堂文庫 1937年
- 『ブリタニに咲くりんごの花』岡田幸一・坂本和男・来住正三訳 英宝社「英米名作ライブラリー」 1961年
- 『ダウスン詩集』大島幹生訳 現代詩工房 1967年
- 『ディレムマ その他 アーネスト・ダウスン短篇全集』平井呈一訳 思潮社 1972年
- 『今やわれ心やさしきシナラの下に在りし日のわれにはあらず』アアネスト・ダウスン 矢野峰人訳 人間の星社 1977年
- 『アーネスト・ダウスン作品集』南條竹則編訳 岩波文庫 2007年

## 伝記
- 南條竹則『悲恋の詩人ダウスン』集英社新書 2008年